# Delophon serrulatum
Delophon serrulatum är en mångfotingart som beskrevs av Ottis Robert Causey 1954. Delophon serrulatum ingår i släktet Delophon och familjen Abacionidae. Inga underarter finns listade i Catalogue of Life.